# Collezioni musicali a Livorno
Le collezioni musicali di Livorno attestano un vasto interesse musicale da parte di privati collezionisti, di compositori, esecutori e didatti, e comprovano la secolare compresenza tra la religione cattolica e quella ebraica.

## Materiale sacro
L'Archivio Storico Diocesano conserva libri liturgico-musicali risalenti al XIV secolo appartenenti al Capitolo della Cattedrale, mentre un fondo musicale del Duomo all'Istituto Mascagni attesta la produzione sacra tra il Settecento e il Novecento, con copie manoscritte di opere di Clari, Pratesi, Perosi, autografi dell'organista Silio Taddei ed edizioni a stampa di autori classici (per esempio Mendelssohn e Gounod). Ancora all'Istituto Mascagni è conservato un fondo dell'ex Convento dei Gesuiti con quasi 800 pezzi a stampa di musiche dal Rinascimento al Novecento appartenenti a tutti i generi, dal sacro (ancora Perosi) alla didattica pianistica (Czerny, Duvernoy) alle monografie di argomento musicale alle canzonette. Alla Biblioteca della Comunità Ebraica sono invece conservate le musiche tradizionali della liturgia israelitica in raccolte ottocentesche a stampa onnicompresive dei canti (il Libro dei canti d'Israele di Federico Consolo stampato a Firenze da Bratti nel 1891) accompagnate da poche testimonianze manoscritte (otto-novecentesche), alcune attestanti l'ibridazione con la prassi sefardita.

## Collezionisti

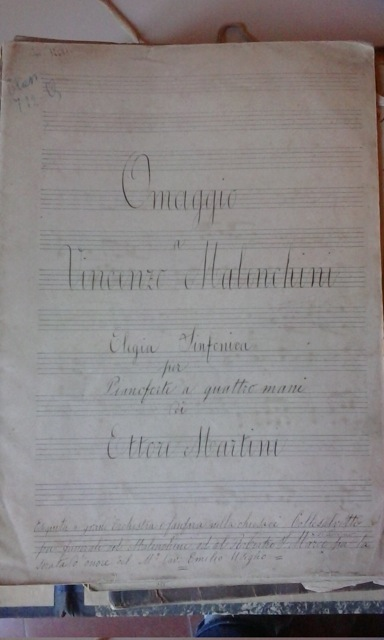
Autografo di Ettore Martini a Livorno

Una parte della musica conservata nelle maggiori istituzioni livornesi (la Biblioteca Labronica Guerrazzi, l'Istituto Mascagni e la Biblioteca della Comunità Ebraica) proviene dai lasciti dei collezionisti, tra i quali segnaliamo:
- il fondo di Aldo Biagioni, con circa 440 titoli tra cui riduzioni pianistiche di opere e partiture stampate di intere opere liturgiche, teatrali e didattiche[6]
- di Aldo Chidini, con moltissime edizioni moderne della più varia musica (dal Settecento ai Futuristi) dei più vari generi (dalla vocale alle riduzioni per pianoforte a quattro mani), molti dischi e 78 giri, un trattato settecentesco (il metodo del canto fermo di Tettamanzi del 1756[7]) e monografie biografiche (soprattutto riguardanti Pietro Mascagni).[8]
- di Luigi Carmi, insegnante all'Istituto Mascagni, con più di 250 edizioni di musica per violino, pianoforte a quattro mani, pezzi vocali e da camera sacri e profani[9]
- del paleografo Carlo Bernheimer, che ha collezionato una trentina di edizioni a stampa di famose opere liriche della fine dell'Ottocento, soprattutto francesi.[10]

## Bande, scuole ed esecutori
Tra i fondi dell'Istituto Mascagni si segnalano:
- la collezione musicali dell'Orchestra Labronica, fondata nel 1937, con molta musica sinfonica e operistica dal Settecento al Novecento[11];
- le musiche, i metodi e la letteratura didattico-pedagogica musicale che l'insegnante Ester Seritti donò alla Società Italiana per l'Educazione Musicale (dal 2013 al Mascagni)[12]
- i lasciti di valenti esecutori:
  - dell'oboista Maurizio Noli, con quasi 100 titoli di letteratura per oboe[13]
  - del musicista (oboista e direttore della Banda di San Vincenzo) Franco Rossetti, con quasi 350 pezzi stampati di musica operistica e sinfonica (spesso in riduzione per banda), metodi di solfeggio e strumentazione bandistica, letteratura strumentale (per flauto, sax, clarinetto, ottoni), repertorio bandistico[14]
  - del violinista Arturo Barghini, con 200 titoli di letteratura violinistica.[15]
  - del baritono Enrico Delle Sedie che lascia al comune di Livorno (oggi alla Labronica) la sua «musica per canto» (quasi 190 volumi e più di 3000 pezzi per canto e pianoforte, alcuni con le dediche dei compositori, per esempio di Poniatowski, Massenet e Thomas) e la sua «biblioteca letteraria» (comprendente anche codici quattrocenteschi).[16]

## Compositori

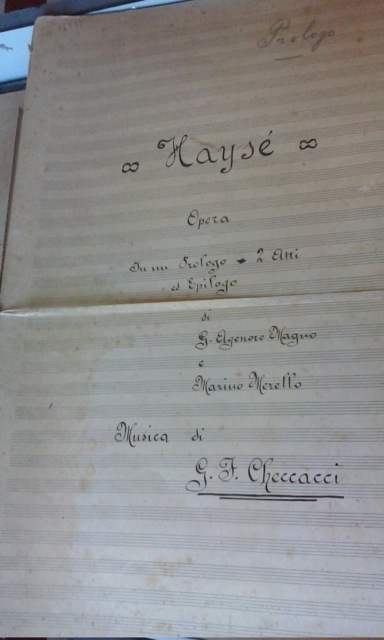
Frontespizio dell'autografo dell'opera Haysé di Checcacci alla Labronica di Livorno

La maggior parte della musica conservata a Livorno si origina però dai compositori che hanno lasciato al Mascagni, alla Guerrazzi o alla Società Corale Domenico Savio le loro collezioni musicali, inclusi spesso i loro autografi. I maggiori lasciti sono:
- il fondo di Gisella Selden-Goth, con rari pezzi di musica pianistica[17]
- il fondo di Emilio Gragnani, direttore dell'Orchestra Labronica, la cui famiglia ha lasciato al Mascagni molte sue composizioni autografe oltre alla sua collezione musicale (pezzi pianistici da Scarlatti in poi, da camera, jazz, canzoni popolari)[18]
- il fondo di Lelio Bausani, che, alla morte nel 2015, ha lasciato alla Corale Domenico Savio le sue quasi 200 composizioni (corali, pianistiche o per organo) in forma autografa[19]
- il fondo di Cesare Castelfranchi (morto nel 1940), che ha lasciato alla Labronica le sue composizioni autografe ed alcune copie di operette[20]
- il fondo di Ettore Martini (morto nel 1953), i cui allievi hanno lasciato alla Labronica i suoi autografi di opere strumentali e teatrali[21]
- di Giuseppe Felice Checcacci, che alla sua morte nel 1951 lascia al Comune di Livorno l'autografo della sua opera Haysé, oggi alla Labronica[22]
- il fondo con alcuni stralci della biblioteca musicale e dell'archivio di Pietro Mascagni, provenienti dal Museo Mascagnano e oggi alla Labronica: ci sono alcuni autografi di Mascagni, pezzi per canto e pianoforte, monografie musicali, libretti e alcune lettere del compositore[23]
- il fondo del violinista e compositore Gioacchino Maglioni, oggi all'Istituto Mascagni, comprendente un vasto repertorio per violino[24]
- il fondo di Giuseppe Branchetti, acquisito dal Mascagni nel 1983, contenente in forma autografa l'intera produzione (71 titoli tra opere liriche, strumentali, sacre, cameristiche, pianistiche) dell'oscuro Branchetti, vissuto probabilmente tra Otto e Novecento[25]
- il fondo del violoncellista e compositore Giuseppe Selmi, donato dagli eredi nel 1994 al Mascagni, con circa 23 prime edizioni di sue composizioni per violoncello[26]
- il fondo di Alberto Montanari (morto nel 1953), donato dalla moglie al Mascagni nel 1985, contenente quasi 2000 composizioni di Montanari, per lo più in forma autografa[27]
- il fondo di Riccardo Leporatti, dal 1968 al Mascagni, contenente gli autografi della sua musica per lo più databile tra la fine dell'Ottocento e l'inizio del Novecento[28]

## Tabella dei fondi e dei conservatori
| Ente conservatore                                 | Indirizzo               | Fondi |
| ------------------------------------------------- | ----------------------- | --- |
| Archivio storico diocesano                        | Via del Seminario, 61   | Materiale musicale dell'Archivio del Capitolo della Cattedrale. |
| Associazione Corale Domenico Savio                | Largo Duomo, 1          | Fondo Lelio Bausani |
| Biblioteca Labronica Francesco Domenico Guerrazzi | Viale della Libertà, 30 | Fondo Cesare Castelfranchi Fondo Enrico Augusto Delle Sedie Fondo Ettore Martini Fondo Checcacci Fondo Mascagni |
| Istituto Superiore di Studi Musicali Mascagni     | Via Galileo Galilei, 40 | Fondo Aldo Biagioni Fondo Aldo Chidini Fondo Arturo Barghini Fondo dell'Orchestra Labronica Fondo della Famiglia Gragnani Fondo Ester Seritti Fondo ex Collegio dei Gesuiti Fondo Giovacchino Maglioni Fondo Selden-Goth Fondo Giuseppe Branchetti Fondo Giuseppe Selmi Fondo Maurizio Noli Fondo musicale livornese Duomo Fondo Luigi Carmi Fondo Montanari Fondo Paolo Rossetti Fondo Riccardo Leporatti |
| Biblioteca della Comunità Ebraica di Livorno      | Piazza Benamozegh, 1    | Materiale musicale Fondo Bernheimer |